# Johannes Dukas Batatzes (Neffe Johannes’ III.)
Johannes Dukas Batatzes (mittelgriechisch Ἰωάννης Δούκας Βατάτζης; * um 1215; † 1240) war ein byzantinischer Aristokrat im Kaiserreich Nikaia und Neffe des gleichnamigen Kaisers Johannes III. Dukas Batatzes.

## Leben
Johannes war ein Angehöriger der angesehenen Offiziersfamilie Batatzes, die im 13. Jahrhundert drei byzantinische Kaiser stellte. Er war der Sohn des Sebastokrators Isaak Dukas Batatzes und hatte eine namentlich nicht bekannte Schwester. Seine Frau Eudokia Angelina war die Tochter des Megas Primikerios und Dux von Thrakesion Johannes Komnenos Angelos.
Über Johannes’ Kindheit und Jugend ist kaum etwas bekannt. Nachdem sein Onkel 1221 (oder 1222) als Johannes III. den Thron in Nikaia bestiegen hatte, rückte er in den Kreis der höchsten Würdenträger bei Hofe auf. Einem ins 13. Jahrhundert datierten Siegel zufolge trug er ebenso wie sein Vater die Sebastokratorenwürde. Johannes starb 1240 im jungen Alter von etwa 25 Jahren. Seine im selben Jahr geborene Tochter Theodora († 1303) heiratete 1253 den späteren Kaiser Michael Palaiologos. 